# 龍偉 (企業家)
龍偉(1972年7月—)，現居上海長寧區，為漢海信息技術有限公司(大眾點評網)董事、資深副總裁，與CEO张涛為初中及高中同學。

## 生平
1972年出生于上海，先後畢業於中國科學技術大學管理學院及上海交通大學。2000年至2005年曾任職於掌上靈通，負責商務拓展副總裁、公關與法務，伴隨其從初創至纳斯达克交易所上市；2005年加入大眾點評網創始團隊，極力推動移動客戶端之戰略合作，主管戰略合作、業務增值、公關及法務等。擔任芙蓉盃 （页面存档备份，存于）2014年互聯網評委。

## IT產業趨勢預測
2014年龍偉於7月22日天下經濟論壇(CWEF)、8月27日中國互聯網大會中指出，中國未來IT產業之發展之「藍海在服務型電商」，其關鍵在於網路與服務之間的統合；此外更提出O2O(Online to Offline)之真正涵亦應為互聯網和傳統產業之結合。龍偉指出關於2013年第三產業的GDP占總量的42%，產值高達24萬億，加上服務業為最靠近「人」之產業，而隨著現代社會對於「人」趨於重視，這即是為什麽服務業將會趨於重要的原因。過去大陸的網路三巨頭「BAT」：百度、阿里巴巴和騰訊，分別處理關於網路上人與人、人與訊息以及人與商品的問題。但隨著大陸傳統實務型電商，例如淘寶、京東、易迅等需要倉儲、庫存的商務迅速發展，市場早已飽和甚至白熱化，除了比價格更要比速度，龍偉認為未來當這些競爭到達一個底線時，接下來要比的就是「服務」，即如同大眾點評網、滴滴打車、餓了麼等新興服務型電子商務。而所謂服務型電子商務需要倉儲，不需要物流，只需將使用戶由「線上帶到線下」，其他所有的實務都可以由「線下」提供，無須商務公司一手包辦，不僅省下很多力氣，亦替傳統產業帶來反哺流量，達成商戶共榮之榮景。而「商戶共榮」，正是服務型商務的共同特性。他說:「這一塊未來可能會產生第四、第五個非常大的互聯網的公司。」至於為何選擇「傳統產業」，龍偉提出了兩個看法：其一為傳統產業信息之不充分，其二為其信息傳播之低效率。舉例來說，當觀光客來到一間飯館時，無從得知其評價，這即是信息的不充分，然而即使該飯館有做滿意度調查，該結果多半不會流出，此即傳播之低效率。又或者，當一個產品在購買後一段時間才會被使用時，其評價之蒐集則困難，此亦為傳播之低效率。
龍偉以自家生活服務業大眾點評為例，在全國服務2300個城市、1300萬商戶、每月60億PV、1.3億活躍用戶。大塚點評網每個月帶給線下1000億交易量，平均每家商戶帶去1萬元交易額，以平均值來說，非常可觀。大眾點評網落實將用戶從線上帶到線下之模式、體現O2O優勢，更憑借第三方的點評模式來成就行業壁壘，推動了「服務線上、實務線下」的經營基礎，成功促進中小企業的效率和發展。

## 資料来源
1. ↑  . LotusPrize.   [2014-11-28]. （原始内容存档于2017-06-23） （中文（简体））.
2. ↑  . 天下雜誌.   [2014-12-02]. （原始内容存档于2017-06-29） （中文（繁體））.
3. ↑  . 騰訊科技.   [2014-12-02]. （原始内容存档于2014-12-28） （中文（简体））.